# Salade cauchoise

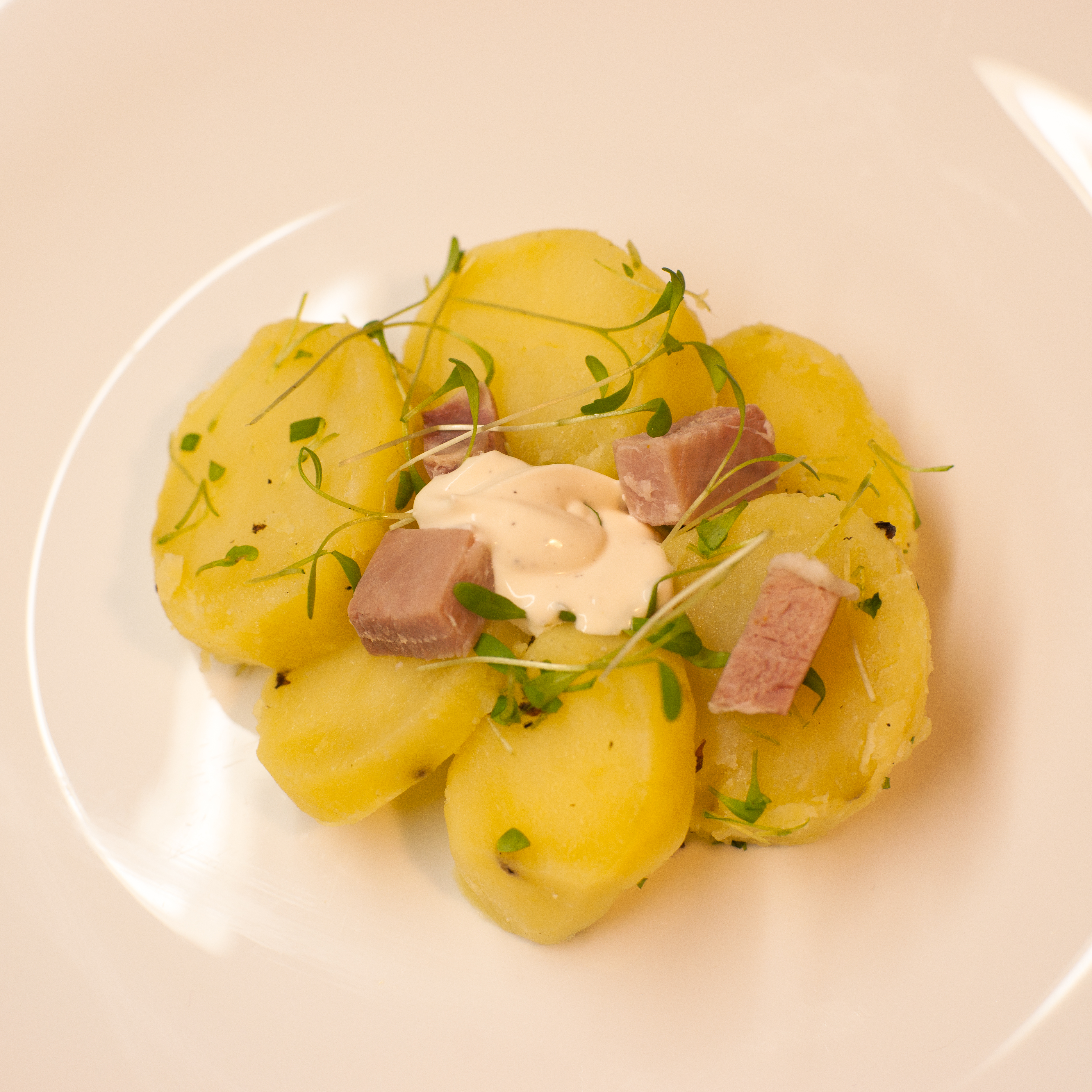
Salade cauchoise.

La salade cauchoise est une spécialité culinaire du pays de Caux, en Normandie.
Il s’agit d’une salade composée de pommes de terre, de dés de jambon, d'herbes comme du cresson ou du cerfeuil, assaisonnée d'une sauce à la crème et citron ou de vinaigre de cidre.